# Berkshire
Berkshire – hrabstwo ceremonialne i historyczne w południowej Anglii, w regionie South East England, położone na zachód od Londynu, w dolinie Tamizy i rzeki Kennet, uznawane za jedno z tzw. Home Counties. Do 1998 roku Berkshire pełniło funkcję administracyjną jako hrabstwo niemetropolitalne.
Powierzchnia hrabstwa wynosi 1262 km², natomiast liczba ludności – 861 900. Berkshire charakteryzuje się wysokim stopniem urbanizacji. Do głównych miast należą Reading (dawna stolica hrabstwa), Slough, Bracknell i Maidenhead.
Na terenie hrabstwa znajduje się m.in. zamek w Windsorze, należący do brytyjskiej rodziny królewskiej, Eton College oraz park rozrywki Legoland Windsor.
Na zachodzie Berkshire graniczy z hrabstwem Wiltshire, na północy z Oxfordshire, na północnym wschodzie z Buckinghamshire, na wschodzie z regionem Wielkiego Londynu, na południowym wschodzie z Surrey, a na południu z Hampshire.

## Podział administracyjny
W skład hrabstwa wchodzi sześć jednostek administracyjnych typu unitary authority:
1. West Berkshire
2. Reading
3. Wokingham
4. Bracknell Forest
5. Windsor and Maidenhead
6. Slough